# Bukové kopce
Bukové kopce je přírodní rezervace poblíž městysu Chlum u Třeboně v okrese Jindřichův Hradec. Oblast spravuje AOPK ČR Správa CHKO Třeboňsko. Důvodem ochrany jsou květnaté bučiny s kyčelnicí devítilistou (Dentaria enneaphyllos), která je v Třeboňské pánvi výjimečně se vyskytujícím lesním společenstvem.